# Giovanni Schiaparelli
Giovanni Virginio Schiaparelli (Savigliano, 14 maart 1835 - Milaan, 4 juli 1910) was een Italiaans astronoom.
Schiaparelli was van 1864 tot 1900 directeur van de Brerasterrenwacht te Milaan. Hij is vooral bekend geworden omdat hij in 1877 beweerde kanalen ontdekt te hebben op Mars.
Hij heeft in 1861 ook de planetoïde (kleine planeet) Hesperia ontdekt en kon aantonen dat de sterrenregens van midden augustus (de Perseïden) en midden november (de Leoniden) meteorenzwermen zijn met ongeveer dezelfde baan als die van de kometen 109P/Swift-Tuttle van 1862 en 55P/Tempel–Tuttle van 1866, respectievelijk. Zijn bepalingen van de rotatieperioden van Venus en Mercurius zijn later fout gebleken.
De planetoïde (4062) Schiaparelli, een krater op Mars, een maankrater en de Schiaparelli EDM lander werden naar hem genoemd.

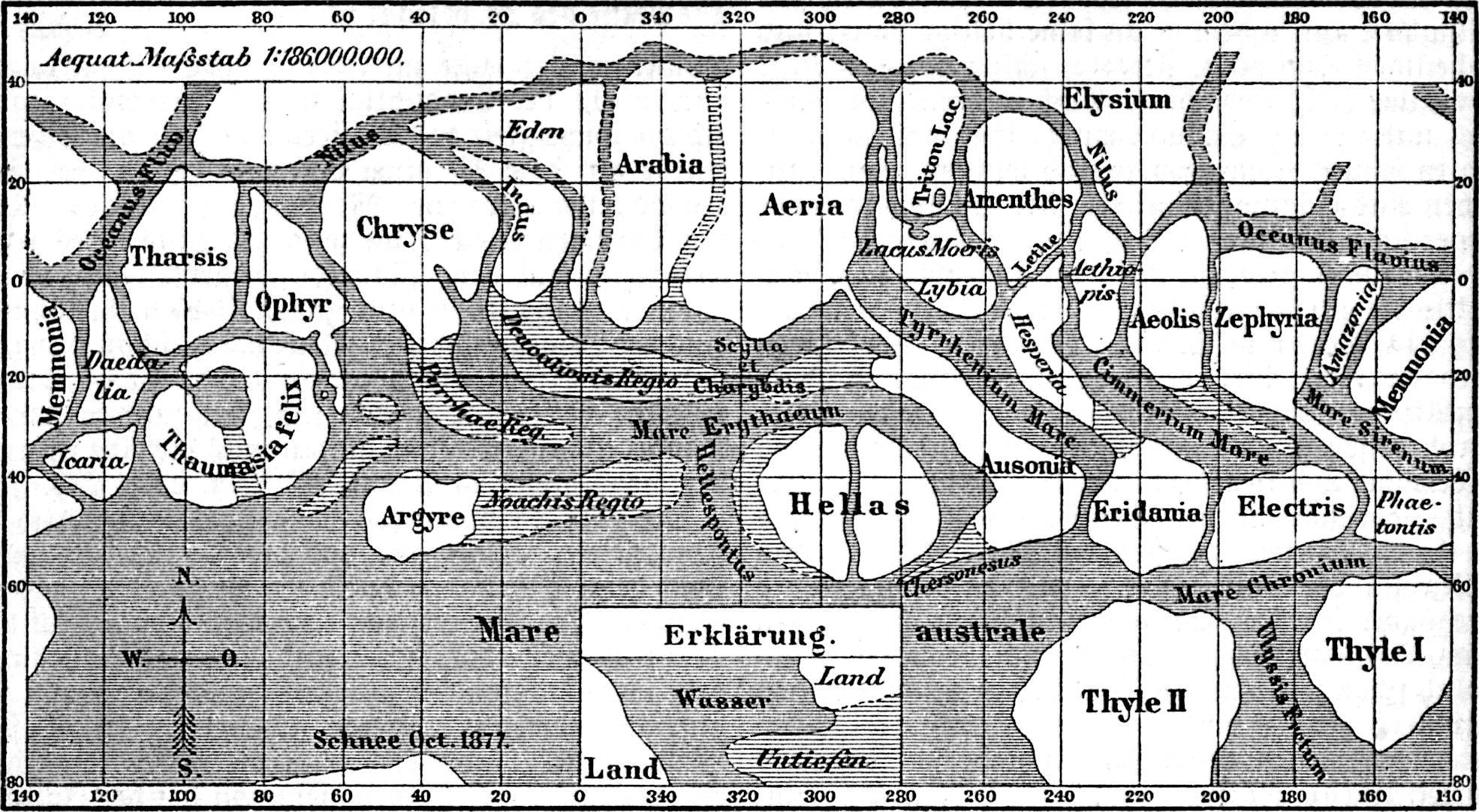
Kaart van deel van Mars volgens Schiaparelli

## Eer en prijzen
Medailles:
- Bruce Medal
- Gold Medal of the Royal Astronomical Society